# Pleione limprichtii
Pleione limprichtii, tiếng Anh thường gọi là Hardy Chinese Orchid, là một loài phong lan đặc hữu của Trung Quốc (central Tứ Xuyên).

## Hình ảnh

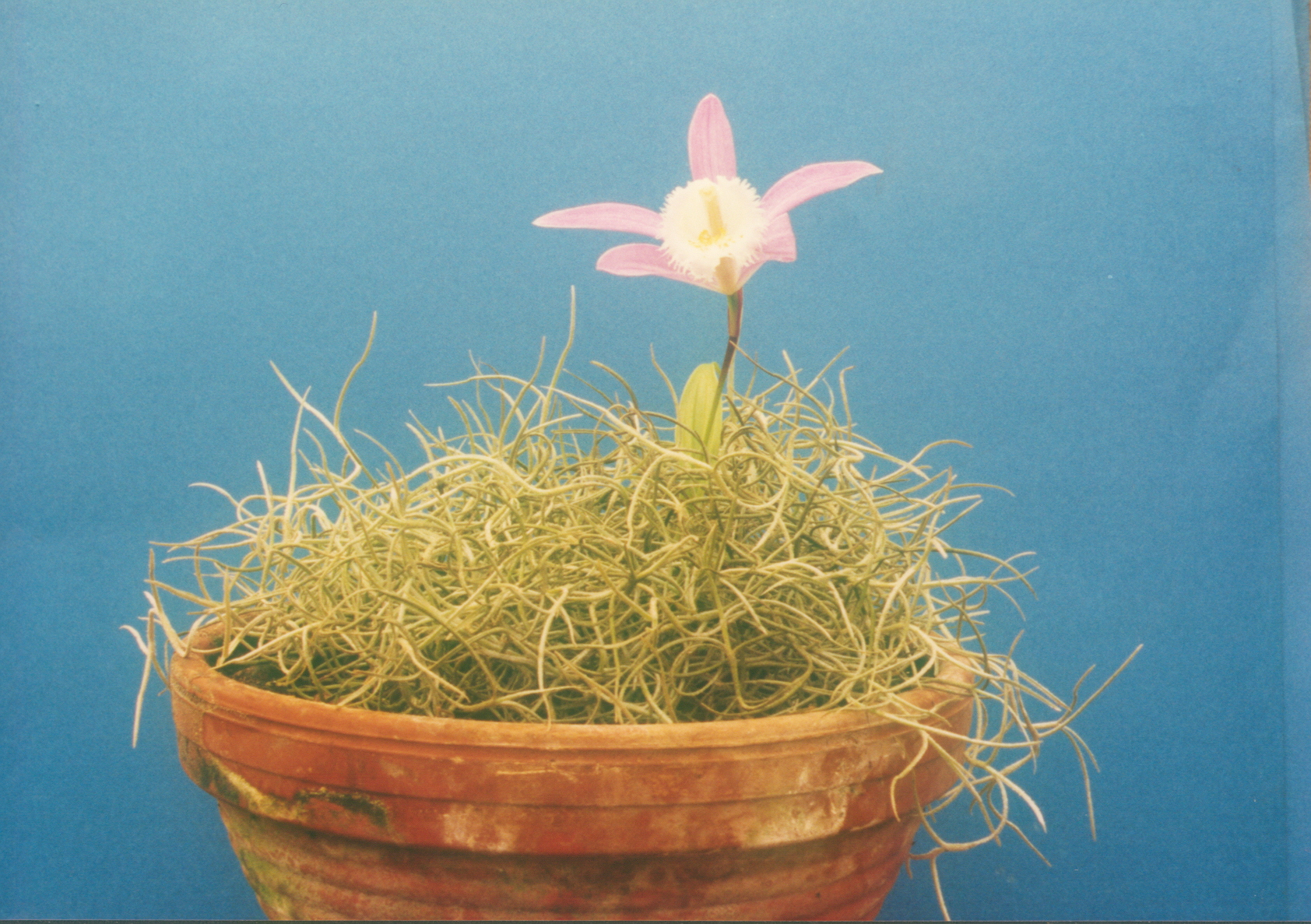
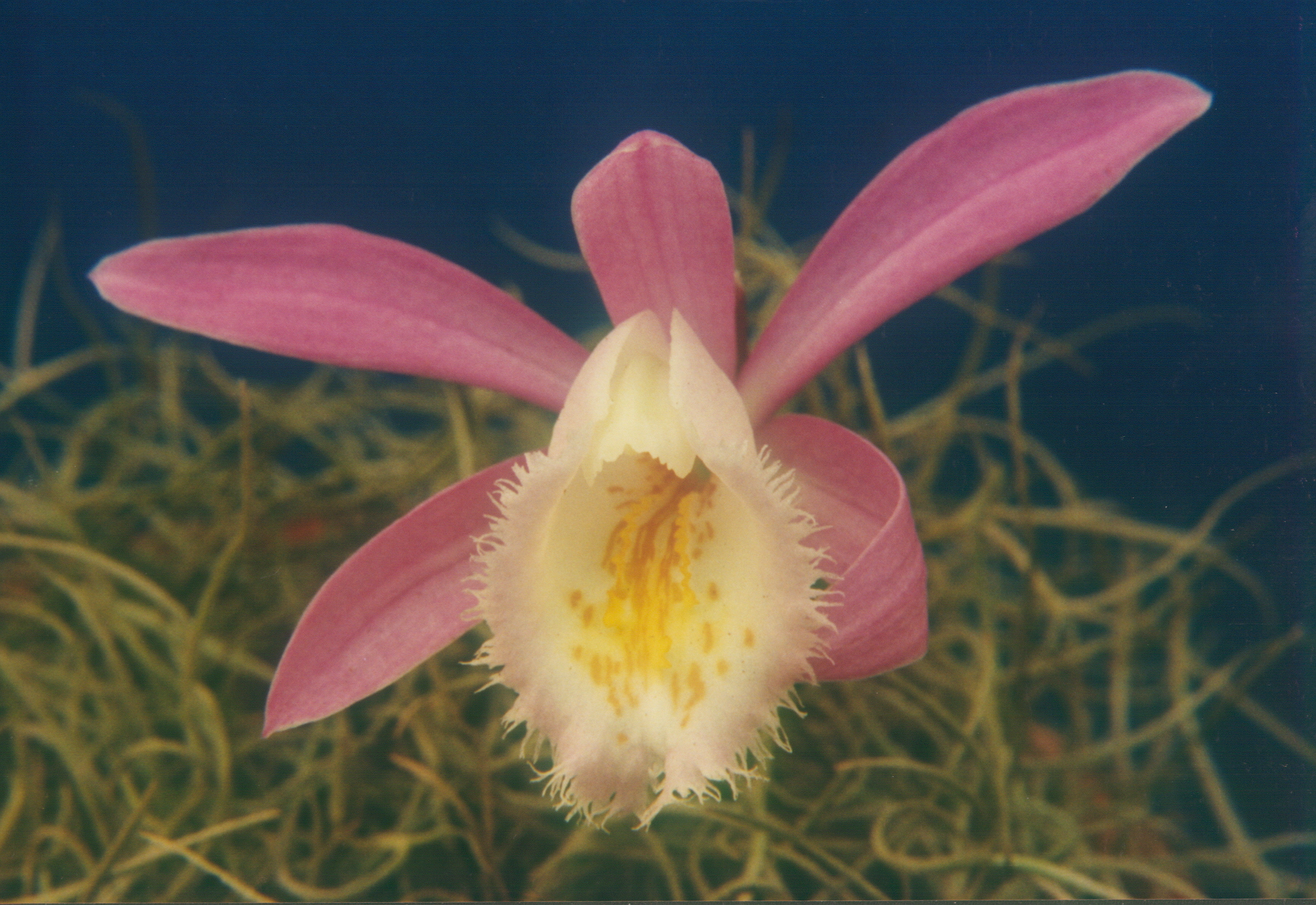
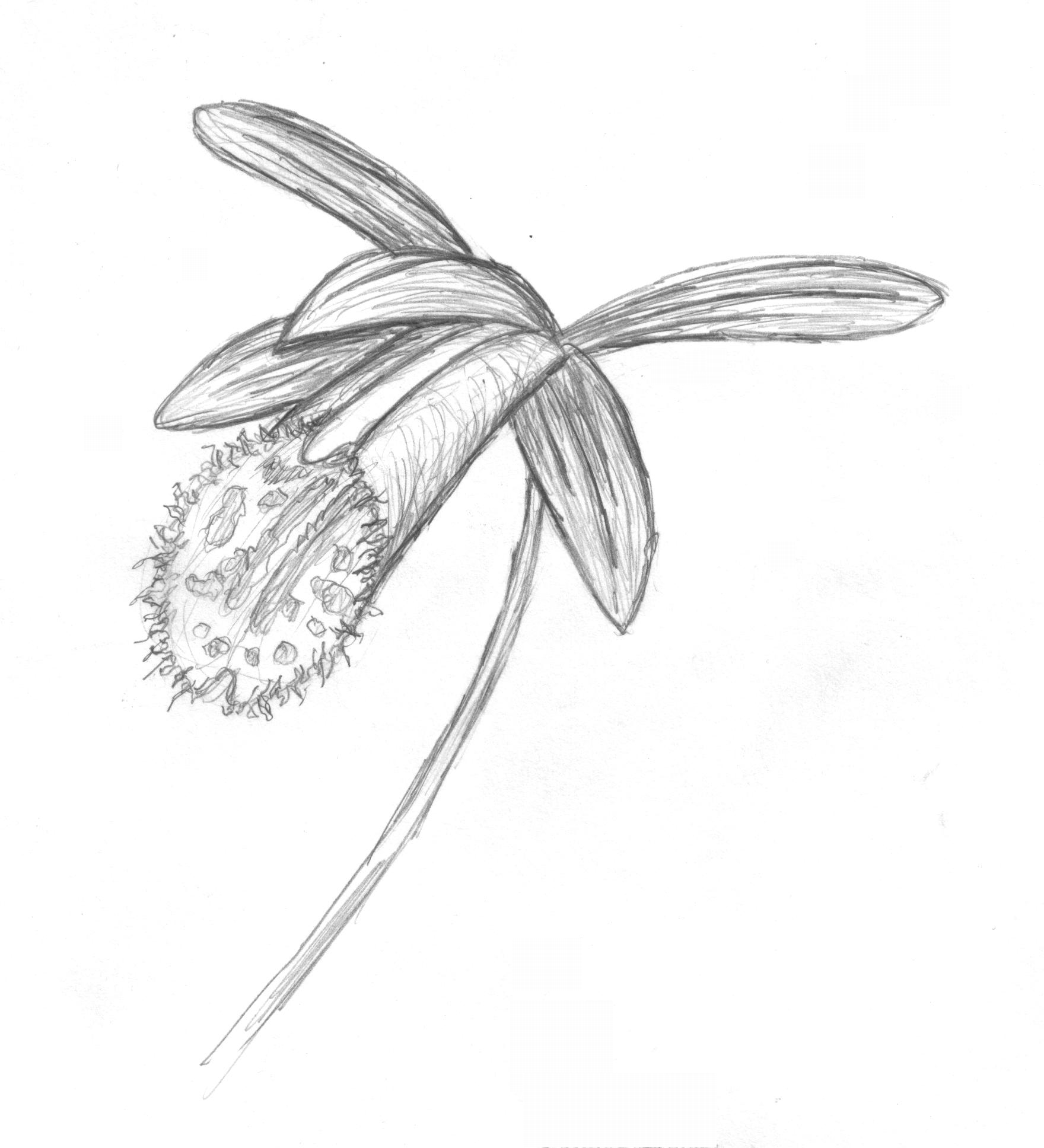

- Tập tin:Pleione (Orchidaceae).jpg